# ولیو لاین
ولیو لاین (انگلیسی: Value Line) شرکت خدمات مالی آمریکایی است، که در سال ۱۹۳۱ تأسیس شد.